# Championnats d'Afrique de tennis de table 2024
Navigation
Championnats d'Afrique 2023
Les Championnats d'Afrique de tennis de table 2024 ont lieu du 12 au 19 octobre 2024 à l'Ethiopian Sport Academy d'Addis-Abeba en Éthiopie,.
La compétition est qualificative pour la Coupe du monde par équipes mixtes 2024 ainsi que pour les Championnats du monde 2025.
Les Championnats sont dominés par l'Égypte, qui remporte cinq des sept médailles d'or en jeu, tandis que l'Éthiopie, pays organisateur, obtient deux médailles de bronze après plus de vingt ans de disette.

## Médaillés
| Épreuves | Or                                                                                    | Argent                                                                    | Bronze                                                                                           |
| -------- | ------------------------------------------------------------------------------------- | ------------------------------------------------------------------------- | ------------------------------------------------------------------------------------------------ |
| Hommes   |                                                                                       |                                                                           |                                                                                                  |
| Simple   | Omar Assar                                                                            | Youssef Abdel-Aziz                                                        | Mahmoud Helmy                                                                                    |
| Simple   | Omar Assar                                                                            | Youssef Abdel-Aziz                                                        | Darara Mokonen Dufera                                                                            |
| Double   | Muizz Adegoke Abdulbasif Abdulfatai                                                   | Matthew Kuti Olajide Omotayo                                              | Mohamed El-Beiali Youssef Abdel-Aziz                                                             |
| Double   | Muizz Adegoke Abdulbasif Abdulfatai                                                   | Matthew Kuti Olajide Omotayo                                              | Aly Ghallab Mahmoud Helmy                                                                        |
| Équipe   | Nigeria Quadri Aruna Abdulbasit Abdulfatai Matthew Kuti Olajide Omotayo Muizz Adegoke | Algérie Sami Kherouf Milhane Jellouli Abderrahmane Azzala Maheidine Bella | Éthiopie Melese Habteyes Melaku Mindahun Darara Mokonen Dufera Kalab Maregn Bireba Amanual Hadsh |
| Équipe   | Nigeria Quadri Aruna Abdulbasit Abdulfatai Matthew Kuti Olajide Omotayo Muizz Adegoke | Algérie Sami Kherouf Milhane Jellouli Abderrahmane Azzala Maheidine Bella | Tunisie Myshaal Sabhi Mohamed Khaloufi Wassim Essid Firas Chaieb                                 |
| Femmes   |                                                                                       |                                                                           |                                                                                                  |
| Simple   | Hana Goda                                                                             | Mariam Alhodaby                                                           | Hend Fathy                                                                                       |
| Simple   | Hana Goda                                                                             | Mariam Alhodaby                                                           | Yousra Helmy                                                                                     |
| Double   | Hana Goda Hend Fathy                                                                  | Yassamine Bouhenni Malissa Nasri                                          | Mariam Alhodaby Marwa Alhodaby                                                                   |
| Double   | Hana Goda Hend Fathy                                                                  | Yassamine Bouhenni Malissa Nasri                                          | Fatimo Bello Hope Udoaka                                                                         |
| Équipe   | Égypte Hana Goda Mariam Alhodaby Yousra Abdel Razek Marwa Alhodaby Hend Fathy         | Nigeria Aziza Sezuo Aishat Rabiu Ajoke Ojomu Hope Udoaka Fatimo Bello     | Ouganda Judith Nangonzi Jemimah Nakawala Patience Anyango                                        |
| Équipe   | Égypte Hana Goda Mariam Alhodaby Yousra Abdel Razek Marwa Alhodaby Hend Fathy         | Nigeria Aziza Sezuo Aishat Rabiu Ajoke Ojomu Hope Udoaka Fatimo Bello     | Algérie Yassamine Bouhenni Amina Kessaci Malissa Nasri Lynda Loghraibi Cheima Merzoug            |
| Mixte    |                                                                                       |                                                                           |                                                                                                  |
| Double   | Youssef Abdel-Aziz Mariam Alhodaby                                                    | Milhane Jellouli Amina Kessaci                                            | Mahmoud Helmy Hend Fathy                                                                         |
| Double   | Youssef Abdel-Aziz Mariam Alhodaby                                                    | Milhane Jellouli Amina Kessaci                                            | Matthew Kuti Ajoke Ojomu                                                                         |